# Tess Burton
Tess Burton (geboren am 10. Juni 1985 in der Stadt Luxemburg) ist eine luxemburgische Politikerin. Sie ist Mitglied der LSAP und war von 2013 bis 2023 Abgeordnete im Parlament des Landes.

## Werdegang
Burton ist in Grevenmacher aufgewachsen und bezeichnet sich selbst als „Maacher Mädchen“. Nach einem Studium der Medienwissenschaften in Köln kehrte sie dorthin zurück, half im Verlag der Eltern, eröffnete einen Laden für Geschenkartikel und übernahm schließlich den Vorsitz im Verband der Geschäftsinhaber der Stadt. 2004 wurde Burton als Luxemburger Weinkönigin ausgewählt.

## Politik
2011 wurde Burton erstmals in den Gemeinderat von Grevenmacher gewählt. Bei den Kammerwahlen 2013 und 2018 kandidierte sie im Wahlbezirk Ost, verpasste aber als Zweitplatzierte hinter ihrem Parteigenossen Nicolas Schmit beide Male zunächst den Einzug in das Parlament des Landes. Da Schmit 2013 als Minister in die Regierung berufen wurde und sein Mandat daher aufgeben musste und 2018 freiwillig auf seinen Sitz verzichtete, um stattdessen im Mai 2019 für das EU-Parlament zu kandidieren, konnte Burton für ihn jeweils ins Parlament nachrücken. Dort übernahm sie in ihrer ersten Amtsperiode den stellvertretenden Vorsitz im Rechnungsprüfungsausschuss, in der zweiten zusätzlich die Leitung der Ausschüsse für Landwirtschaft, Weinbau und ländlichen Raum sowie für Familien und Integration.
Nachdem Arbeitsminister Nicolas Schmit im Sommer 2016 hatte verlautbaren lassen, zum Europäischen Rechnungshof wechseln zu wollen, war Burton bereits als aussichtsreiche Kandidatin für einen Kabinettsposten gehandelt worden. Schmit blieb dann aber doch bis zum Ende der Legislaturperiode im Amt. Nach der Kammerwahl 2018 wurde statt ihrer die  ebenfalls aus dem Parteibezirk Ost stammende Verwaltungsjuristin Paulette Lenert in die von Xavier Bettel geleitete Regierung berufen. Die Ernennung löste Kritik aus, da Lenert bislang nicht groß innerhalb der Partei in Erscheinung getreten war, nicht für das Parlament kandidiert hatte und wegen ihres Alters auch nicht für eine geforderte Verjüngung im Kabinett stehen würde. Aus Parteikreisen wurde die Entscheidung damit begründet, dass Zweifel an der Qualifikation Burtons für einen Ministerposten bestanden hätten. Aufgrund der Nichtberücksichtigung Burtons trat der Vorstand der Jungsozialisten des Bezirks Ost, der ihre Bewerbung unterstützt hatte, geschlossen zurück.
Innerhalb ihrer Partei war Burton von Februar 2015 bis Februar 2019 Vorsitzende des Bezirksverbands Ost, seither ist sie, wie auch zuvor, dessen Vizepräsidentin.
Am 8. Oktober 2023 wurde Burton bei der Kammerwahl 2023 nicht in die Abgeordnetenkammer gewählt.